# Географски положај
Географски положај је положај неке тачке или ареала Земљине површине у односу на територије и објекте који се налазе ван тог места или ареала. Географски положај је сложен систем појмова који обухвата:
- Математичко-географски положај
- Физичко-географски положај
- Економско-географски положај
- Политичко-географски положај
- Војно-географски положај
- Геополитички положај
- Саобраћајно-географски положај
- Еколошко-географски положај
- Културно-географски положај
- Туристичко-географски положај